# Heckler & Koch G41
El Heckler & Koch G41 (Gewehr Modelo 41) es un fusil de asalto de diseño y fabricación alemana por parte de la empresa Heckler & Koch. Fue diseñada para sustituir al HK G3, ya que este usaba el cartucho7,62x51 OTAN y el nuevo rifle utilizaba el 5,56x45 OTAN, que también quería sustituir al .223 Remington, pero fue reemplazado por el más moderno HK33. 
Actualmente, es utilizado por el Grupo de Operaciones Especiales de la Fuerza Aérea Argentina, la Gendarmería turca, el Grupo Especial de Operaciones del Cuerpo Nacional de Policía español y los Comandos del Ejército Argentino.

## Variantes
Nota: el estriado 1:178 mm era compatible con el proyectil europeo SS109 y el estriado 1:305 mm era compatible con el proyectil estadounidense M193 Ball.
- G41:  Modelo estándar con culata fija y estriado 1:178 mm.
- G41A1:  Modelo con culata fija y estriado 1:305.
- G41A2: Modelo con culata retráctil y estriado 1:178 mm.
- G41A3: Modelo con culata retráctil y estriado 1:505 mm.
- G41K: Versión carabina del G41A2. Cuenta con un cañón de 380 mm.
- G41TGS: Versión táctica que incluye un lanzagranadas HK79.
- LF G41: Luigi Franchi fabricó una serie de muestras de la G41, la G41A2 y la G41K en 1988 para su posible producción bajo licencia; posteriormente, el Ejército italiano las modificó para realizar pruebas. Se diferenciaba del modelo de Heckler & Koch en que tenía un cañón poligonal de 4 estrías con ánima cromada. Cuando el G41 fue rechazado por la Bundeswehr alemana en 1989, no se tuvo en cuenta y se optó por el Beretta AR70/90 mejorado en 1990. Sin embargo, la LF G41 se utilizó en el comando italiano de hombres rana (COMSUBIN).
- LF Mod. 641: Otra versión que intento sustituir al BM59, que también fracaso ante el AR70/90.